# Rugby Europe International Championships 2021-22
El Rugby Europe International Championships 2021-22 es el sistema de competición entre selecciones nacionales europeas, salvo las Integrantes del Seis Naciones. Esta temporada fue la quinta de su nuevo formato y estructura, donde todos los niveles juegan en ciclos de un año, sustituyendo el antiguo formato de ciclo de dos años.

## Sistema de puntuación
La clasificación se determina según los siguientes criterios:
- 4 puntos por una victoria
- 2 puntos por un empate
- 0 puntos por una derrota
- 1 punto bonus por anotar, al menos, 3 ensayos más que el rival (bonus ofensivo)
- 1 punto bonus por perder por 7 o menos puntos (bonus defensivo)
- 1 punto bonus por ganar todos los partidos del grupo (bonus Grand Slam)

## Rugby Europe Championship 2022
| Pos. | País         | Partidos | Partidos | Partidos  | Partidos | Anotación | Anotación | Anotación  | Puntos Bonus | Puntos |
| Pos. | País         | Jugados  | Ganados  | Empatados | Perdidos | A favor   | En contra | Diferencia | Puntos Bonus | Puntos |
| ---- | ------------ | -------- | -------- | --------- | -------- | --------- | --------- | ---------- | ------------ | ------ |
| 1    | Georgia      | 5        | 4        | 1         | 0        | 172       | 73        | +99        | 2            | 20     |
| 2    | España       | 5        | 4        | 0         | 1        | 170       | 135       | +35        | 1            | 17     |
| 3    | Rumania      | 5        | 3        | 0         | 2        | 153       | 128       | +25        | 2            | 14     |
| 4    | Portugal     | 5        | 2        | 1         | 2        | 139       | 98        | +41        | 2            | 12     |
| 5    | Países Bajos | 5        | 1        | 0         | 4        | 25        | 212       | -187       | 0            | 4      |
| 6    | Rusia        | 5        | 0        | 0         | 5        | 62        | 75        | -13        | 1            | 1      |

## Rugby Europe Trophy 2021-22
| Pos. | País     | Encuentros | Encuentros | Encuentros | Encuentros | Tantos  | Tantos    | Tantos     | Puntos Bonus | Puntos |
| Pos. | País     | jugados    | ganados    | empatados  | perdidos   | a favor | en contra | diferencia | Puntos Bonus | Puntos |
| ---- | -------- | ---------- | ---------- | ---------- | ---------- | ------- | --------- | ---------- | ------------ | ------ |
| 1    | Bélgica  | 5          | 4          | 0          | 1          | 149     | 73        | +76        | 5            | 21     |
| 2    | Polonia  | 5          | 4          | 0          | 1          | 139     | 116       | +23        | 1            | 17     |
| 3    | Alemania | 5          | 3          | 0          | 2          | 150     | 95        | +55        | 5            | 17     |
| 4    | Suiza    | 5          | 2          | 0          | 3          | 120     | 117       | +3         | 1            | 9      |
| 5    | Ucrania  | 5          | 1          | 0          | 4          | 63      | 148       | -85        | 1            | 5      |
| 6    | Lituania | 5          | 1          | 0          | 4          | 108     | 177       | −69        | 1            | 5      |

## Rugby Europe Conference 2021-22

### Conferencia 1

#### Conferencia 1 Norte
| Pos. | Nación          | Partidos | Partidos | Partidos  | Partidos | Tantos  | Tantos    | Tantos | Puntos bonus | Puntos |
| Pos. | Nación          | Jugados  | Ganados  | Empatados | Perdidos | A favor | En contra | Dif    | Puntos bonus | Puntos |
| ---- | --------------- | -------- | -------- | --------- | -------- | ------- | --------- | ------ | ------------ | ------ |
| 1    | Suecia          | 4        | 4        | 0         | 0        | 154     | 73        | +81    | 3            | 19     |
| 2    | República Checa | 4        | 3        | 0         | 1        | 142     | 70        | +72    | 3            | 15     |
| 3    | Letonia         | 3        | 1        | 0         | 2        | 67      | 109       | -42    | 1            | 5      |
| 4    | Luxemburgo      | 4        | 1        | 0         | 3        | 56      | 128       | -72    | 0            | 4      |
| 5    | Hungría         | 3        | 0        | 0         | 3        | 61      | 90        | -29    | 2            | 2      |

#### Conferencia 1 Sur
| Pos. | Nación    | Partidos | Partidos | Partidos  | Partidos | Tantos  | Tantos    | Tantos | Puntos bonus | Puntos |
| Pos. | Nación    | Jugados  | Ganados  | Empatados | Perdidos | A favor | En contra | Dif    | Puntos bonus | Puntos |
| ---- | --------- | -------- | -------- | --------- | -------- | ------- | --------- | ------ | ------------ | ------ |
| 1    | Croacia   | 4        | 4        | 0         | 0        | 111     | 33        | +78    | 3            | 19     |
| 2    | Malta     | 4        | 3        | 0         | 1        | 69      | 40        | +29    | 1            | 13     |
| 3    | Israel    | 4        | 2        | 0         | 2        | 62      | 54        | +8     | 1            | 9      |
| 4    | Chipre    | 4        | 1        | 0         | 3        | 58      | 70        | -12    | 2            | 6      |
| 5    | Eslovenia | 4        | 0        | 0         | 4        | 13      | 116       | -103   | 0            | 0      |

### Conferencia 2

#### Conferencia 2 Norte
| Pos. | Nación    | Partidos | Partidos | Partidos  | Partidos | Tantos  | Tantos    | Tantos | Puntos bonus | Puntos |
| Pos. | Nación    | Jugados  | Ganados  | Empatados | Perdidos | A favor | En contra | Dif    | Puntos bonus | Puntos |
| ---- | --------- | -------- | -------- | --------- | -------- | ------- | --------- | ------ | ------------ | ------ |
| 1    | Moldavia  | 3        | 3        | 0         | 0        | 83      | 19        | +64    | 2            | 14     |
| 2    | Dinamarca | 3        | 3        | 0         | 0        | 95      | 46        | +49    | 1            | 9      |
| 3    | Finlandia | 3        | 1        | 0         | 2        | 43      | 60        | -17    | 1            | 5      |
| 4    | Noruega   | 3        | 0        | 0         | 3        | 3       | 104       | -101   | 0            | 0      |

#### Conferencia 2 Sur
| Pos. | Nación               | Partidos | Partidos | Partidos  | Partidos | Tantos  | Tantos    | Tantos | Puntos bonus | Puntos |
| Pos. | Nación               | Jugados  | Ganados  | Empatados | Perdidos | A favor | En contra | Dif    | Puntos bonus | Puntos |
| ---- | -------------------- | -------- | -------- | --------- | -------- | ------- | --------- | ------ | ------------ | ------ |
| 1    | Bulgaria             | 4        | 4        | 0         | 0        | 134     | 61        | +73    | 3            | 19     |
| 2    | Serbia               | 4        | 3        | 0         | 1        | 110     | 74        | +36    | 2            | 14     |
| 3    | Andorra              | 4        | 1        | 0         | 3        | 69      | 72        | +3     | 3            | 7      |
| 4    | Bosnia y Herzegovina | 4        | 1        | 1         | 2        | 81      | 124       | -43    | 0            | 6      |
| 5    | Turquía              | 4        | 0        | 1         | 3        | 55      | 132       | -77    | 0            | 2      |

## Rugby Europe Development 2021-22
| Pos. | Nación      | Partidos | Partidos | Partidos  | Partidos | Tantos  | Tantos    | Tantos | Puntos bonus | Puntos |
| Pos. | Nación      | Jugados  | Ganados  | Empatados | Perdidos | A favor | En contra | Dif    | Puntos bonus | Puntos |
| ---- | ----------- | -------- | -------- | --------- | -------- | ------- | --------- | ------ | ------------ | ------ |
| 1    | Eslovaquia  | 1        | 1        | 0         | 0        | 65      | 0         | +65    | 1            | 5      |
| 2    | Montenegro  | 2        | 1        | 0         | 1        | 28      | 65        | -37    | 1            | 5      |
| 3    | Estonia     | 1        | 0        | 0         | 1        | 0       | 28        | -28    | 0            | 0      |
| 4    | Bielorrusia | 0        | 0        | 0         | 0        | 0       | 0         | 0      | 0            | 0      |